# Антелоп (Монтана)
Антелоп (англ. Antelope) — переписна місцевість (CDP) в США, в окрузі Шерідан штату Монтана. Населення — 74 особи (2020).

## Географія
Антелоп розташований за координатами 48°41′23″ пн. ш. 104°27′15″ зх. д. / 48.68972° пн. ш. 104.45417° зх. д. (48.689724, -104.454241).  За даними Бюро перепису населення США в 2010 році переписна місцевість мала площу 0,55 км², уся площа — суходіл.

## Демографія
Згідно з переписом 2010 року, у переписній місцевості мешкала 51 особа в 24 домогосподарствах у складі 14 родин. Густота населення становила 93 особи/км².  Було 33 помешкання (60/км²).
Расовий склад населення:
| - 92,2 % — білих - 2,0 % — корінних американців - 3,9 % — осіб інших рас |

До двох чи більше рас належало 2,0 %. Частка іспаномовних становила 3,9 % від усіх жителів.
За віковим діапазоном населення розподілялося таким чином: 17,6 % — особи молодші 18 років, 58,9 % — особи у віці 18—64 років, 23,5 % — особи у віці 65 років та старші. Медіана віку мешканця становила 53,5 року. На 100 осіб жіночої статі у переписній місцевості припадало 88,9 чоловіків;  на 100 жінок у віці від 18 років та старших — 100,0 чоловіків також старших 18 років.
Цивільне працевлаштоване населення становило 18 осіб. Основні галузі зайнятості: освіта, охорона здоров'я та соціальна допомога — 27,8 %, сільське господарство, лісництво, риболовля — 27,8 %, транспорт — 22,2 %, публічна адміністрація — 22,2 %.